# موتور حفاری

انیمیشن موتور حفاری

موتور گِل یا موتور حفاری، یک پمپ حفاری پیش‌روندهٔ مثبت (PCPD) است که در رشته حفاری قرار می‌گیرد تا در هنگام حفاری، نیروی اضافی بیشتری را برای مته فراهم کند. پمپ PCPD با استفاده از گل حفاری (معمولاً به عنوان گِل حفاری، یا گل تنها نامیده می‌شود) برای ایجاد حرکت گریزنده از مرکز در بخش قدرت موتور استفاده شده که به شکل هم‌مرکز به مته مخروطی چرخان انتقال می‌یابد. موتور گل از پیکربندی‌های مختلف روتور و استاتور برای ارائه کارکرد بهینه به عملیات حفاری موردنظر استفاده می‌کند؛ به‌طور معمول با افزایش تعداد لب‌ها و طول مونتاژ نیرو جهت اسب‌بخار بیشتر. در برخی از کاربردها، از هوای فشرده یا دیگر گازها می‌توان برای نیروی ورودی موتور گل استفاده کرد. چرخش معمولی مته هنگام استفاده از موتور گل می‌تواند از ۶۰ دور در دقیقه تا بیش از ۱۰۰ دور در دقیقه باشد.